# ネオングレー
ネオングレー（Neon gray）とは、灰色やスパニッシュグレーに近い色で無彩色の一種。ネオン（Neon）とは原子番号10の元素の事である。

## 近似色
- 灰色
- スパニッシュグレー